# Арсений (Брадваревич)
Митрополит Арсений (серб. Митрополит Арсеније, в миру Светислав Брадварович, серб. Светислав Брадваревић; 24 сентября 1883, Банатска-Паланка, Сербия — 10 декабря 1963, Белград) — епископ Сербской православной церкви, митрополит Будимский.

## Биография
В 1908 году закончил духовную семинарию в Сремских Карловцах.
В 1909 году епископом Вршацким Гавриилом (Змеяновичем) рукоположён во диакона и священника, после чего до 1924 года служил на небольших приходах Вршацкой епархии.
В 1924 году окончил юридический факультет Белградского университета, после чего назначен секретарем консистории во Вршаце.
В 1933 году назначен секретарём Великого церковного суда Сербской Православной Церкви в Белграде.
Находясь на этой должности, был избран епископом Моравичским, викарием Патриарха Сербского.
1 февраля 1940 года митрополитом Скопленским Иосифом (Цвийовичем) в Монастыре Раковица пострижен в монашество с именем Арсений и возведён в сан игумена.
4 февраля в кафедральном соборе Белграда был хиротонисан во епископа Моравичского. Хиротонию совершили: Патриарх Сербский Гавриил, епископ Бачский Ириней (Чирич) и епископ Нишский Иоанн (Илич).
Сразу же после окончания Второй мировой войны был направлен в Сремские Карловцы для возрождения церковной жизни в Среме, бывшем частью Белградско-Карловацкой архиепископии.
Вскоре был назначен администратором епархий Далматинской, Загребской, Горнокарловацкой и Пакрацкой с пребыванием в Загребе. Восстановил архиерейские кафедры и церковные учреждения в этих пострадавших во время войны епархиях.
20 мая 1947 года избран митрополитом Черногорско-Приморским.
В Черногории в результате репрессивной политики властей были убиты митрополит Черногорско-Приморский Иоанникий (Липовац) и многие приходские священники и монашествующие. Только в Зидани-Мосте погибло около 70 священнослужителей. Епархия была полностью разорена, церковное имущество разграблено, осталось лишь несколько священников. Власти чинили препятствия деятельности нового митрополита.
После смерти в мае 1950 году Патриарха Гавриила митрополит Арсений как старейший член Архиерейского Синода управлял делами Сербской Православной Церкви. Избранию его Патриархом воспрепятствовали коммунистические власти.
6 июля 1954 году митрополит Арсений был арестован и приговорён к 11 с половиной годам строгого заключения, но позднее этот срок был уменьшен наполовину.
В тюрьме серьёзно заболел астмой. Тогда власти назначили ему пребывание под домашним арестом в Монастыре Озрен в Боснии.
Выйдя на свободу, удалился во Введенский монастырь в Белграде. Блажо Йованович, председатель Правительства Черногории, однажды заявил, что пока он жив, епископ не вернётся в Черногорию даже в качестве туриста.
20 мая 1961 года назначен митрополитом Будимским. Однако венгерские власти отказали ему в выдаче разрешения на въезд в страну.
Скончался 10 декабря 1963 года в Введенском монастыре в Белграде. Похоронен во дворе этого монастыря.